# Selección de voleibol de México
La selección masculina de voleibol de México es el equipo formado por jugadores de nacionalidad mexicana que representa a la Federación Mexicana de Voleibol (FMVB) en las competiciones internacionales organizadas por la Confederación de Norteamérica, Centroamérica y el Caribe de Voleibol (NORCECA), la Federación Internacional de Voleibol (FIVB) y el Comité Olímpico Internacional (COI).
Tiene 5 participaciones en el Campeonato Mundial y dos participaciones en los Juegos Olímpicos (1968 y 2016).

## Palmarés

### Continental
Campeonato NORCECA
- Subcampeón (3): 1969, 1975, 1977
- Tercer lugar (3): 1971, 1979, 2021

Copa Panamericana
- Campeón (1): 2007
- Subcampeón (1): 2013
- Tercer lugar (1): 2019

Juegos Panamericanos
- Subcampeón (1): 1955
- Tercer lugar (2): 1959, 1975

| Competición          | Medalla de oro | Medalla de plata | Medalla de bronce | Total |
| -------------------- | -------------- | ---------------- | ----------------- | ----- |
| Campeonato NORCECA   | 0              | 3                | 3                 | 6     |
| Copa Panamericana    | 1              | 1                | 1                 | 3     |
| Juegos Panamericanos | 0              | 1                | 2                 | 3     |
| Total                | 1              | 5                | 6                 | 12    |